# Odd Frantzen
Odd Frantzen, född 20 januari 1913 i Bergen, död 2 oktober 1977 i Bergen, var en norsk fotbollsspelare.
Han blev olympisk bronsmedaljör i fotboll vid sommarspelen 1936 i Berlin.